# Schottky-TTL
Schottky-TTL (S-TTL) ist eine Logikfamilie, die eine bestimmte Halbleitertechnologie für integrierte Schaltkreise (ICs) bezeichnet. Sie verwenden für die Transistoren der 2. Stufe (das 2.T bzw. die Push-pull-Stufe) je eine Schottky-Diode als negative Rückkopplung (vergl. Operationsverstärker). Diese Transistoren werden in Emitterschaltung verwendet, die Spannung und Strom invertiert verstärkt. Während die Transistoren für eine steile Flanke zwischen den TTL-Spannungsniveaus sorgen, verhindern die kleinen Dioden mit geringer Kapazität, dass weit jenseits der HI- oder LOW-Spannung übergeschwungen wird. Aufgrund der hohen Stromverstärkung belastet die Rückkopplung den Verstärker kaum, obwohl natürlich der Leistungsbedarf etwas steigt.
Sie setzt sogenannte „Schottky-Transistoren“ ein, um die Schaltzeiten und Durchlaufzeiten durch Logikgatter gegenüber der herkömmlichen Transistor-Transistor-Logik (TTL), basierend auf Bipolartransistoren, zu reduzieren.

Schaltsymbol des Schottky-Transistors

## Beschreibung

Schaltungsanordnung eines „Schottky-Transistors“

Schnitt durch den Aufbau eines „Schottky-Transistors“

Grundlage der Schottky-TTL-Technologie ist die Verwendung einer Schottky-Diode, die Basis und Kollektor eines Bipolartransistors überbrückt, was dann als „Schottky-Transistor“ bezeichnet wird. Bei positiver Basis-Emitter-Spannung und leitendem Transistor liegt die Diode in Durchlassrichtung und verhindert ein Absinken der Kollektor-Emitter-Spannung unter ca. 0,3–0,4 Volt. Der Transistor gelangt nicht voll in die Sättigung, wodurch eine schnellere Schaltzeit als bei TTL erzielt wird. Zur Unterscheidung dieser Transistoren im Schaltplan und um nicht laufend diese zusätzliche Schottky-Diode einzeichnen zu müssen, wird ein eigenes Schaltsymbol für jene Transistoren verwendet, deren Basis-Kollektorstecke mit einer Schottky-Diode überbrückt ist.
Bauelemente in S-TTL waren die ersten TTL-Bauelemente, die mit der Geschwindigkeit der ECL-Technologie konkurrieren konnten.

## Anwendung
Die Schottky-Baureihen werden durch Anhängen des Buchstaben „S“ gekennzeichnet. Es gibt folgende Familien von Schottky-Baureihen:
- Schottky-TTL (S-TTL), Bezeichnung 74S
- Low-Power-Schottky-TTL (LS-TTL), Bezeichnung 74LS
- Advanced-Low-Power-Schottky-TTL (ALS-TTL), Bezeichnung 74ALS
- Advanced-Schottky-TTL (AS-TTL), Bezeichnung 74AS
- Fairchild-Advanced-Schottky-TTL (F-TTL), Bezeichnung 74F

ICs der Baureihe LS-TTL waren preisgünstig und weit verbreitet, werden aber kaum mehr verwendet. Sie hatten ein fünffach verbessertes Geschwindigkeit-Leistung-Produkt und eine 80-prozentige Senkung ihres Leistungsbedarfs gegenüber Standard-TTL. Die Weiterentwicklung ALS-TTL ist etwa 30 % schneller als LS-TTL. AS-TTL ist die schnellste TTL-Baureihe. Die nach dem Hersteller Fairchild benannte F-TTL-Baureihe ist für eine möglichst geringe Leistungsaufnahme optimiert. Baureihen in Standard-TTL-Technologie haben gewöhnlich die Familienbezeichnung 74.
ICs derselben Halbleitertechnologie lassen sich problemlos miteinander verschalten. Deswegen spricht man von Baureihen, wenn ICs mit unterschiedlichen Funktionen in derselben Technologie hergestellt werden.

## Geschichte

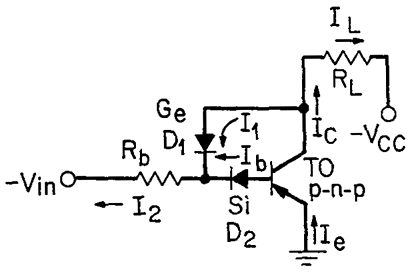
Baker-Klemmschaltung

Im Jahr 1956 beschrieb Richard H. Baker eine Schaltung, bezeichnet als Baker-Klemmschaltung, um den Bipolartransistor in einer Schaltanwendung mit Hilfe zweier zusätzlicher Dioden nicht in Sättigung zu treiben. Baker verfolgte das Ziel, durch Vermeidung der Sättigung durch die zwei Dioden und einer negativen Rückkopplung die Schaltzeiten von Bipolartransistoren zu reduzieren. Die Baker-Klemmschaltung setzt dabei zwei verschiedene Diodentypen, eine Germaniumdiode (Ge) im Rückkopplungszweig und eine Siliziumdiode (Si) mit unterschiedlichen Flussspannungen ein. Schottky-Dioden waren zum damaligen Zeitpunkt noch nicht verfügbar.
Im Jahr 1964 veröffentlichte James Robert Biard ein Patent auf die Schaltung des „Schottky-Transistors“, damals beschäftigt bei Texas Instruments, welcher auf der Baker-Klemmschaltung basiert. Schottky-Transistoren lassen sich, im Gegensatz zu der Baker-Schaltung, leicht in integrierten Schaltkreisen (ICs) realisieren, was die Möglichkeiten zur Entwicklung der S-TTL Logikgatter schuf.